# Pico da Pedreira (Manadas)
O Pico da Pedreira é uma elevação portuguesa localizada na freguesia açoriana das Manadas, concelho da Calheta, ilha de São Jorge, arquipélago dos Açores.
Este acidente geológico encontra-se geograficamente localizado próximo da Norte Pequeno e encontra-se intimamente relacionado com maciço montanhoso central da ilha de são Jorge do qual faz parte.
Próximo desta formação localiza-se o Pico da Esperança, o ponto mais alto da ilha de São Jorge, o Pico do Areeiro, o Pico Pinheiro e a Reserva Florestal Natural Parcial do Pico do Areeiro.
Esta formação geológica localizada a 782 metros de altitude acima do nível do mar apresenta escorrimento pluvial para a costa marítima e deve na sua formação geológica a um escorrimento lávico e piroclástico antigo.